# Current Pharmaceutical Analysis
Current Pharmaceutical Analysis, abgekürzt Curr. Pharm. Analysis, ist eine wissenschaftliche Fachzeitschrift, die vom Bentham Science-Verlag veröffentlicht wird. Sie erscheint mit zehn Ausgaben im Jahr. Es werden Arbeiten veröffentlicht, die sich mit Fragen der pharmazeutischen Analytik beschäftigen.
Der Impact Factor lag im Jahr 2019 bei 0,923. Nach der Statistik des ISI Web of Knowledge wurde das Journal 2014 in der Kategorie Pharmakologie und Pharmazie an 227. Stelle von 254 Zeitschriften geführt.